# Тункинський національний парк
Тункинський національний парк (рос. Тункинский национальный парк) — природоохоронна територія у Республіці Бурятія. Цей парк існує з 1991 року і був створений створений для охорони природи озера Байкал, Тункинської долини, хребтів Східний Саян і Хамар-Дабан.

## Географія
Загальна площа парку становить 1 118 662 га, 1025 тис. га, з яких — національний парк і 158,7 тис. га — землі інших користувачів і власників.
Тункинський національний парк характеризується гірським і сильно пересіченим рельєфом місцевості. На просторих долинах річок і в міжгірських западинах земної поверхні розташовані окремі рівнини. Головною водною артерією парку є річка Іркут з декількома притоками.

## Рослинний світ
Рослинність парку представлена гірсько-луговими, гірсько-тундровими, тайговими і гірсько-тайговими спільнотами. Флора даного регіону відрізняється винятковою різноманітністю. На території Тункінського парку зростає понад 900 видів судинних рослин, найбільш численними з яких лугові і лісові трав'янисті рослини.

## Тваринний світ
Досить різноманітний і тваринний світ парку. Тут мешкає більше 40 видів тварин. З великих і середніх за розмірами представників фауни слід виділити: білку-літягу, ховраха довгохвостого, соболя, тхора степового, ласку, лося, зайця-біляка, бурундука, ондатру, борсука, горностая, бурого ведмедя, благородного оленя, козулю, кабана, кабаргу тощо.

## Пам'ятки
На території парку розташовано багато дивовижних і унікальних пам'яток природи. Наприклад, Мармурове дно — це ділянка русла річки Кингаргі, на якому дно складається з гладко відполірованого водою рожево-жовтого мармуру. Цікаве і мінеральне джерело Хонгор-Уула, поруч з яким відкриті кілька пансіонатів. Не можна пройти повз Хобокського озера, яке розташоване біля підніжжя Тункінських гольців і має правильну круглу форму. Варто відвідати так само буддійський дацан «Тушіта», бурятське село Хойтогол і унікальний етнографічний музей історії цього села. Чи не малий інтерес для туристів традиційно представляють згаслі вулкани Коврижка і Черський. Так як Тункінський національний парк розташований на кордоні з Монголією, приїхавши туди, можна відвідати мальовниче озеро Хубсугул.